# 2009 au Pérou
Cet article présente les faits marquants de l'année 2009 au Pérou.

## Évènements
- Mardi 3 janvier 2009 : Selon la police, pour la seule année 2008, 875 personnes ont trouvé la mort et 5.307 ont été blessées dans des accidents de la route à l'extérieur des villes. Les accidents d'autocars meurtriers sont fréquents sur les routes étroites et sont dus en général à l'entretien insuffisant des véhicules, à leur surcharge, à la vitesse excessive ou aux risques pris par le chauffeur.
- Lundi 9 février 2009 : Un séisme de magnitude 6,1 s'est produit près des côtes péruviennes.
- Samedi 14 février 2009 : Le film « Fausta (La teta asustada) » (littéralement : La mamelle effrayée), deuxième long métrage de la Péruvienne Claudia Llosa, a obtenu un Ours d'or à la Berlinale 2009. La veille, il a reçu le prix de la Fédération internationale de la presse cinématographique[1].
- Jeudi 26 mars 2009 : Un puissant séisme de magnitude 6,0 a frappé le Pérou.
- Mardi 7 avril 2009 : L'ancien président Alberto Fujimori (70 ans) est condamné à 25 ans de prison pour violations des droits de l'homme pendant sa présidence, de 1990 à 2000. Selon le juge, Cesar san Martin, les charges ont été prouvées « au-delà de tout doute raisonnable, pour cette raison le jugement est condamnatoire ».
- Dimanche 12 avril 2009 :
  - Ayacucho : Selon le ministre de la Défense, Ántero Flores Aráoz, des guérilleros du Sentier lumineux ont tué 13 militaires, dont un officier, un sous-officier et 11 soldats, dans une embuscade contre une patrouille, près du village de Sanabamba (province de Huanta). L'attaque a aussi fait 2 blessés et un disparu. Il s'agit de l'attaque la plus meurtrière du Sentier Lumineux ces dix dernières années.
  - La Libertad : Au moins 9 villageois, dont un enfant, trouvent la mort dans un glissement de terrain, qui a enseveli leur habitation, consécutif à de fortes précipitations dans la localité de Retamas (nord).
- Jeudi 16 avril 2009, La Libertad : une coulée de boue, à la suite de fortes pluies, cause la mort d'une trentaine de personnes en ensevelissant 25 habitations dans les localités de Chamanacucho et d'Aricapampa du nord du Pérou.
- Vendredi 15 mai 2009 : Le président de la commission des Affaires étrangères, Marco Martinez, annonce qu'un groupe parlementaire est chargé d'enquêter à la suite de plaintes contre des soldats américains, accusés d'avoir commis des exactions sur la population locale. Des soldats américains ont été accusés d'avoir fait couler un bateau de pêche, provoquant la disparition des 15 membres de l'équipage, d'autre part, des prostituées ont affirmé avoir été battues. Cette décision intervient après l'annonce par le gouvernement du retrait définitif, d'ici novembre, des troupes américaines installées depuis dix ans sur la base de Manta (sud-ouest) sur la côte Pacifique. L'ensemble des opérations de lutte anti-drogue, menées depuis cette base, ont permis la saisie de plus de 1 600 tonnes de cocaïne en dix ans, selon l'ambassade américaine à Quito[2].
- Vendredi 29 mai 2009, La Libertad : Un accident d'autocar, tombé dans un ravin, cause la mort de 23 personnes et en blesse 18 autres.
- Vendredi 5 juin 2009, Amazonas : Des Indiens d'Amazonie qui protestaient contre l'exploration gazière et pétrolière sur leurs terres (province d'Utcubamba) ont affronté la police à Baga. Les affrontements ont fait 20 morts parmi les policiers et au moins 24 parmi les manifestants. Il y aurait en tout 109 blessés et 36 arrestations. Ces violences politiques résultent de la poursuite des projets du président Alan Garcia, fervent avocat du développement des ressources naturelles du pays malgré les objections des autochtones[3].
- Lundi 8 juin 2009 : Affrontements meurtriers entre les forces de police et les indiens.
- Jeudi 18 juin 2009 : Le Parlement du Pérou révoque deux décrets-lois régissant l'exploitation privée de zones forestières d'une part, et le régime de propriété des terres d'autre part, à l'origine depuis deux mois d'une grave crise politique, entre le  gouvernement de centre-droit d'Alan Garcia et les communautés indigènes, et de violences qui ont fait 34 morts il y a deux semaines.
- Mardi 23 juin 2009 : L'état d'urgence décrété début mai en plusieurs points d'Amazonie après la crise avec les communautés indiennes est désormais levé. Plusieurs conflits sociaux ponctuels ont éclaté dans la foulée de la crise qui a opposé ces dernières semaines l’État à la minorité indienne d'Amazonie, opposée à la surexploitation des ressources naturelles. Par contre, l'armée doit être déployée dans trois régions andines, foyers des nouveaux conflits sociaux, pour veiller sur les infrastructures de transports, d'énergie, les voies d'accès notamment, dans les régions de Junín (centre), Apurimac (sud-est)  et Cusco[4].
- Vendredi 3 juillet 2009 : Une collision frontale entre deux autocars dans la région andine de Puno (sud-est), sur la route reliant les villes de Juliaca et Arequipa, a fait au moins 24 morts et 25 blessés dont certains dans un état grave.
- Dimanche 12 juillet 2009 :
  - Le président Alan Garcia a nommé comme premier ministre le président du Parlement, Javier Velasquez(49 ans), membre de l'APRA. Troisième premier ministre en trois ans, il est chargé de relancer une présidence secouée par des conflits sociaux et une crise sanglante en juin avec les Indiens d'Amazonie[5].
  - Un séisme de magnitude 5,3 sur l'échelle de Richter a provoqué quelques dégâts mais pas de victimes. Il a été localisé à 44 kilomètres au sud-est de la ville de Yuri et à une profondeur de 227 km dans le sud du Pérou.
- Lundi 13 juillet 2009 : L'ancien président Alberto Fujimori, condamné en avril à 25 ans de prison pour violation des droits de l'Homme, a admis les faits présentés par l'accusation, à l'ouverture de son nouveau procès pour corruption. Il est accusé de détournement de fonds publics et de dissimulation, pour le versement illégal en septembre 2000, dans les derniers mois de sa présidence, de 15 millions de dollars à son bras droit et chef des services secrets Vladimiro Montesinos[6].
- Dimanche 19 juillet 2009 : Le nombre de morts liées à la grippe A(H1N1) est de 11 pour 2.503 cas avérés.
- Lundi 20 juillet 2009 : L'ancien président Alberto Fujimori a été condamné à sept ans et demi de prison pour une affaire de corruption et de détournement de fonds publics pendant son mandat entre 1990 et 2000. L'ancien chef d'État, âgé de 70 ans, a déjà été condamné en avril dernier à 25 ans de prison pour violation des droits de l'homme dans le cadre de sa politique de répression contre la guérilla maoïste du Sentier lumineux.